# Zdrojovkovité
Zdrojovkovité (Montiaceae) je čeleď vyšších dvouděložných rostlin z řádu hvozdíkotvaré (Caryophyllales). Jsou to byliny, často sukulentní, vyskytující se především v Severní i Jižní Americe, zastoupeny jsou i v Evropě, Asii, Austrálii a na Novém Zélandu. Dříve byly řazeny do čeledi šruchovité. V Česku roste zdrojovka a zplaňují některé pěstované druhy batolky. Levisie a rozestálky se pěstují jako skalničky.

## Charakteristika
Zdrojovkovité jsou jednoleté nebo vytrvalé byliny, řidčeji polokeře, některé druhy zdrojovky jsou vodní byliny. Listy jsou střídavé, obvykle sukulentní, lysé, často nahloučené do růžice. Květy jsou oboupohlavné, pravidelné, přisedlé nebo stopkaté, jednotlivé úžlabní nebo ve vrcholičnatých květenstvích. Kalich je složen ze 2 lístků, koruna ze 4 nebo 5. U rodu Lewisia je kališních lístků až 9, korunních až 19. Tyčinek je stejný počet jako korunních lístků až mnoho. Semeník je svrchní, srostlý ze 2 až 8 plodolistů, s jedinou komůrkou. Plodem je rozličným způsobem pukající tobolka nebo jednosemenný měchýřek.

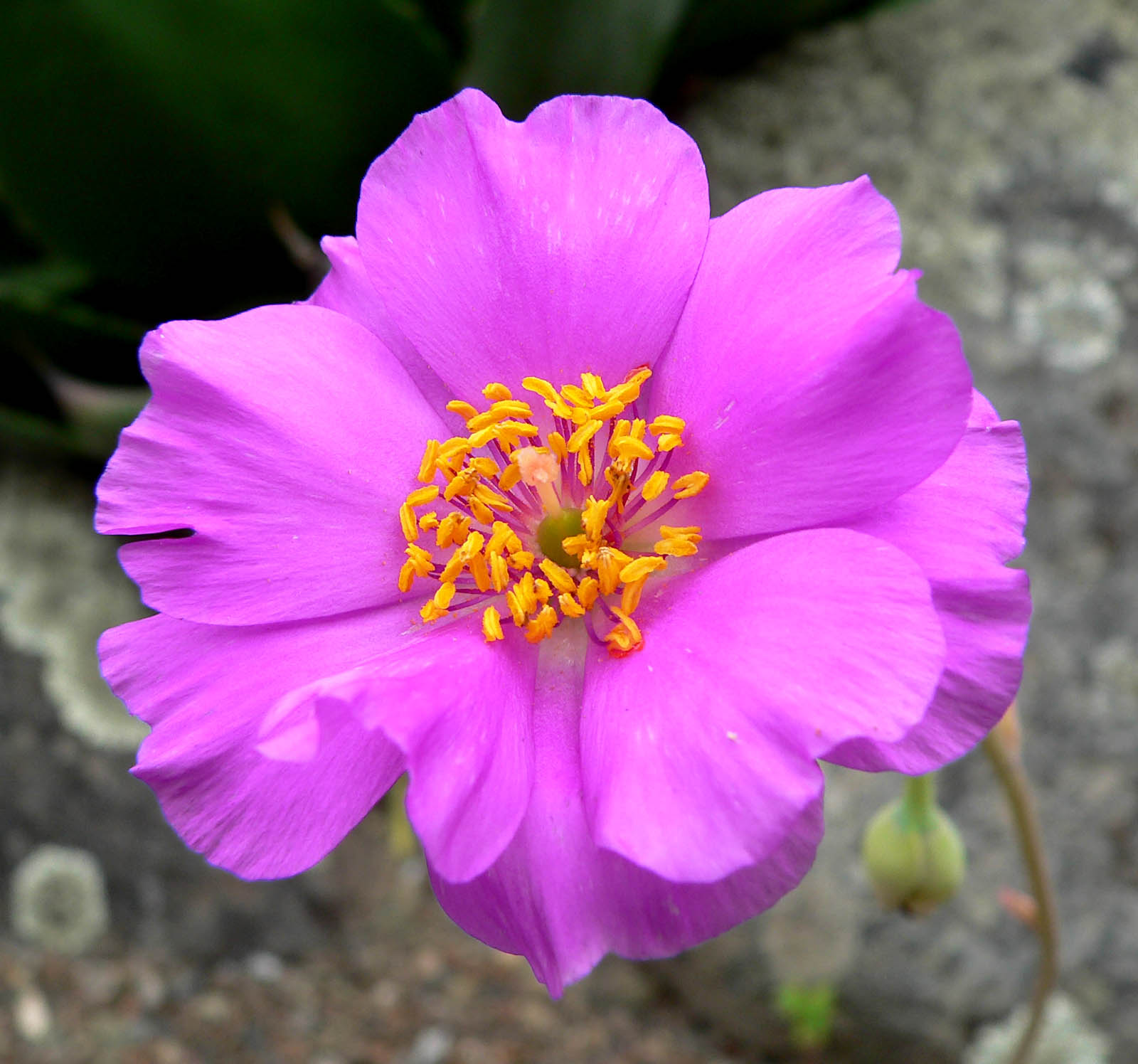
Rozestálka velkokvětá (Calandrinia grandiflora)
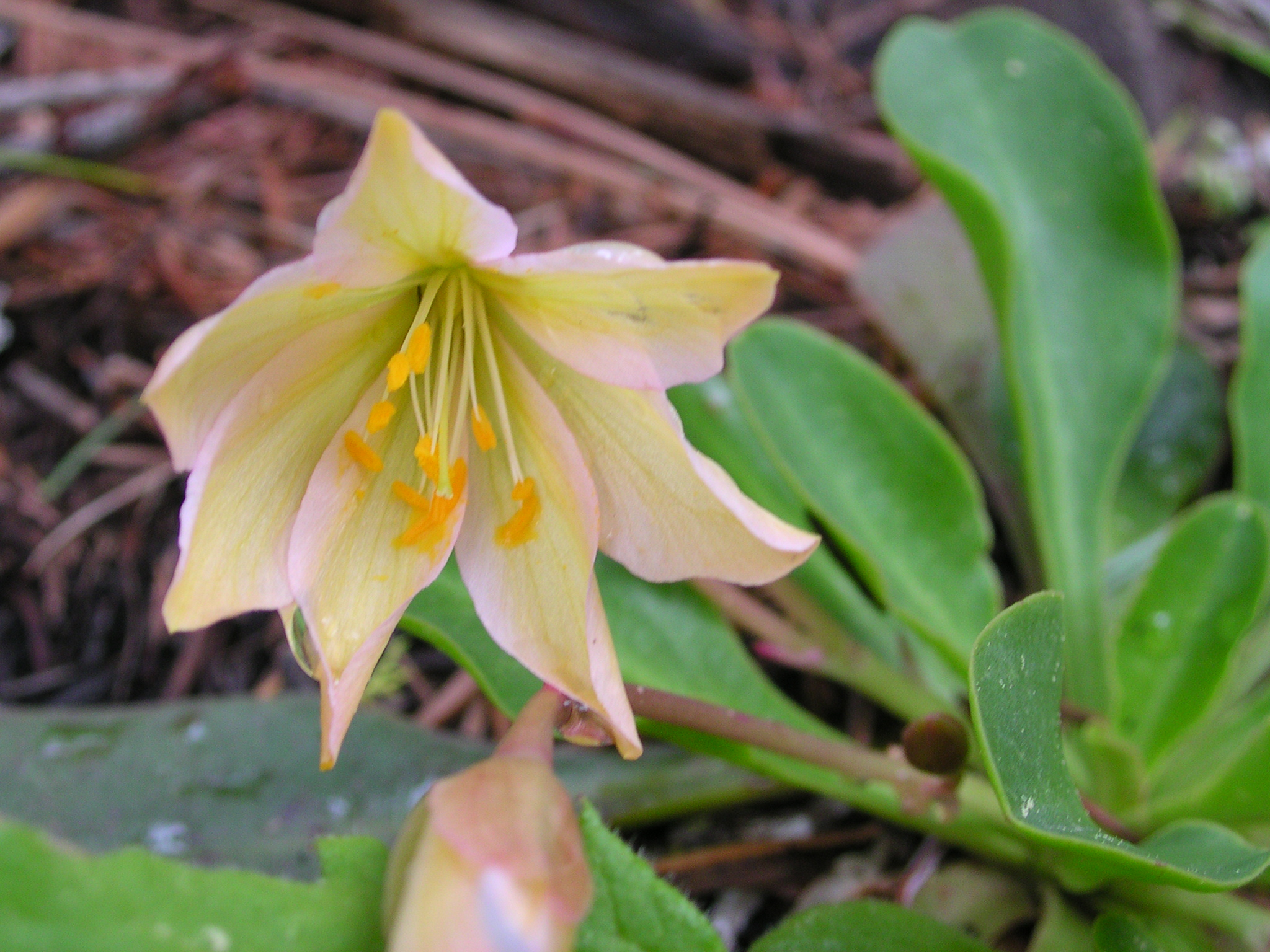
Cistanthe tweedyi
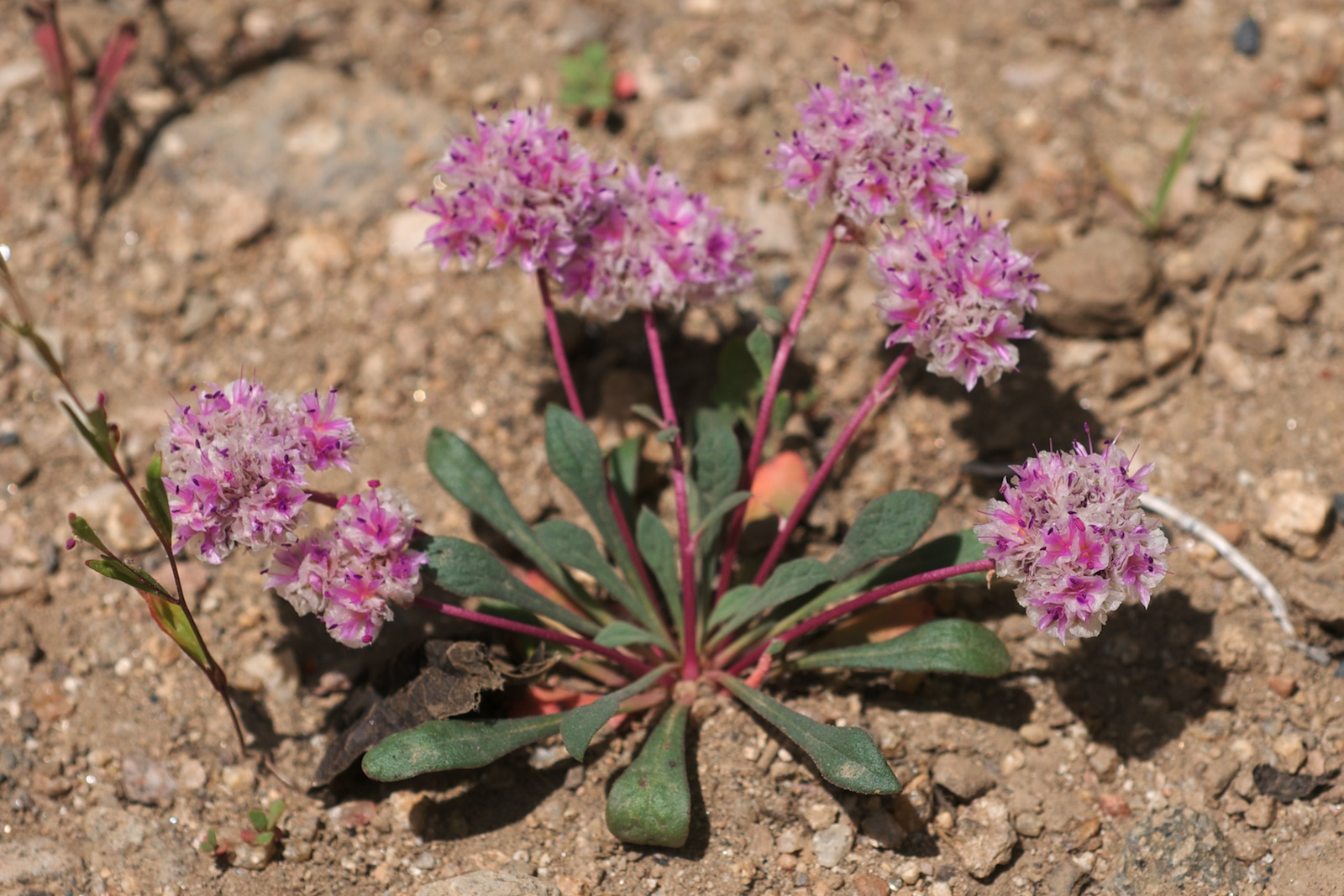
Calyptridium monospermum
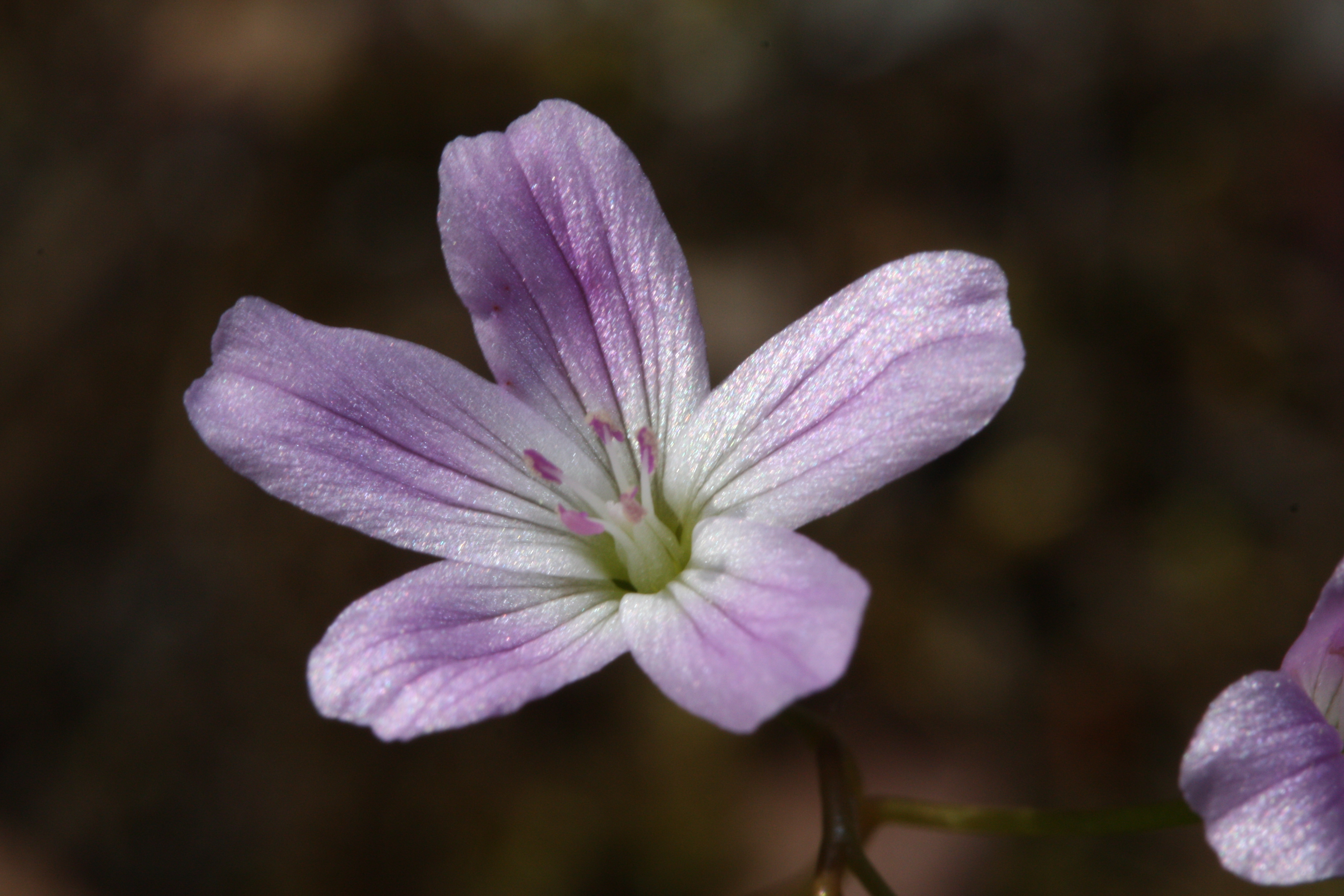
Zdrojovka Montia parvifolia

## Rozšíření

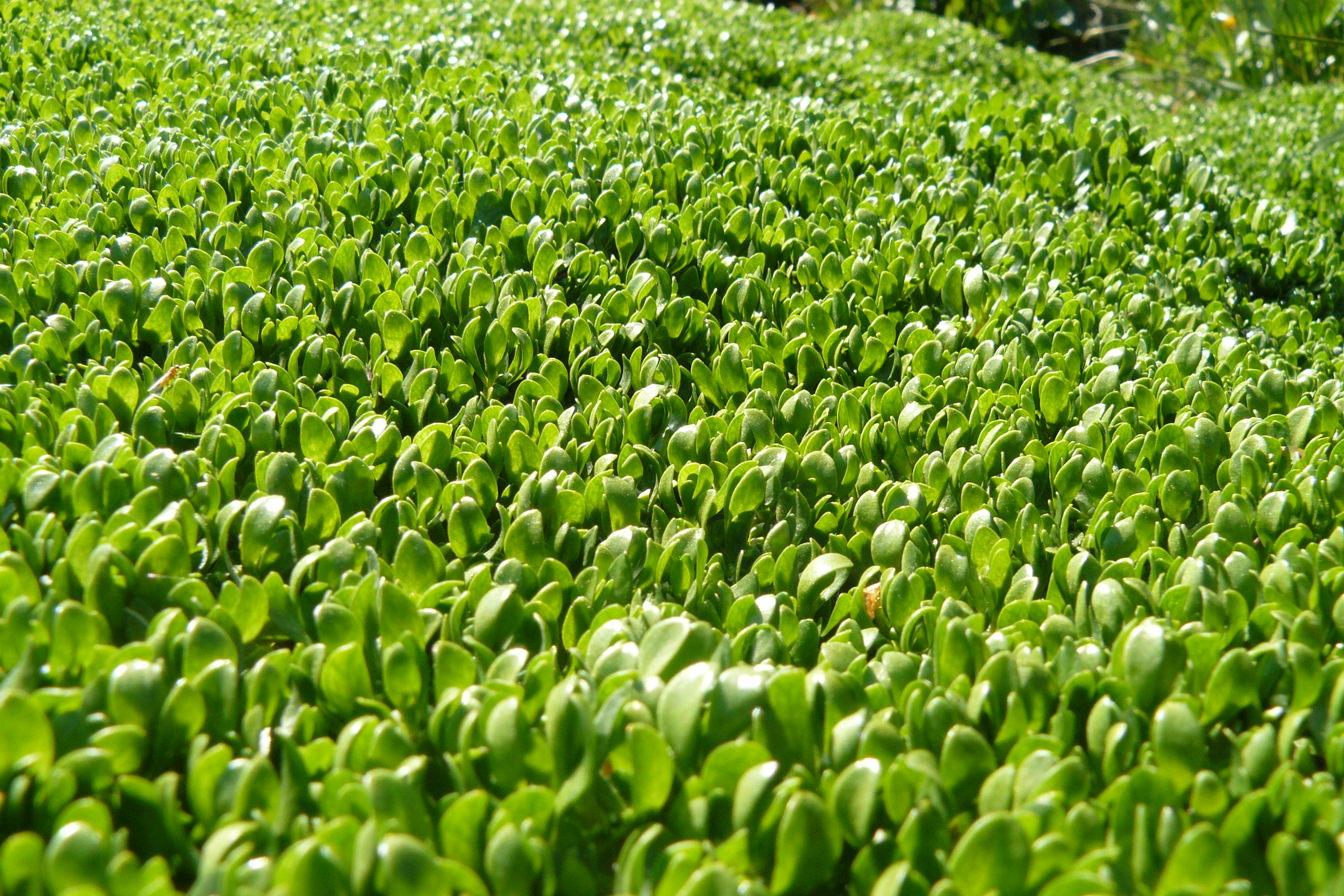
Zdrojovka prameništní (Montia fontana) ve Francii

Čeleď zdrojovkovité zahrnuje asi 220 druhů v 15 rodech. Největší rody jsou Montiopsis a Parakeelya (po 40 druzích). Zdrojovkovité se vyskytují v Severní i Jižní Americe, v mírných oblastech Evropy a Asie, v Austrálii a na Novém Zélandu. Nejvíce druhů je v západních oblastech Severní a Jižní Ameriky.
V Evropě je původní pouze zdrojovka (Montia). V květeně České republiky jsou zastoupeny 2 druhy a jeden je považován za vyhynulý. V některých oblastech zplaňují pěstované severoamerické druhy rodu batolka (Claytonia), zejména batolka ptačincolistá (Claytonia sibirica) a batolka prorostlá (C. perfoliata).

## Taxonomie
Čeleď Montiaceae byla sice popsána už v roce 1820, v moderním taxonomické systému se však objevuje až v systému APG III z roku 2009 po revizi čeledi šruchovité (Portulacaceae), v níž byly rody stávající čeledi Montiaceae v minulosti rozptýleny v rámci několika sekcí. Do čeledi Montiaceae byl zařazen také rod Phemeranthus, vedený dříve jako sekce Phemeranthus rodu Talinum (dnes čeleď Talinaceae) a všechny rody bývalé čeledi Hectorellaceae. Došlo také k velké revizi rodů této čeledi, neboť některé (např. Calandrinia) se ukázaly být parafyletické.
Podle kladogramů APG tvoří Montiaceae jednu z bazálních větví monofyletické větve řádu hvozdíkotvaré, zahrnující čeledi kaktusovité (Cactaceae), šruchovité (Portulacaceae), bazelovité (Basellaceae) aj.

## Význam
Škrobnaté kořenové hlízy levisie Lewisia rediviva slouží jihoamerickým indiánům jako zdroj potravy.
Různé druhy levisie (zejména Lewisia cotyledon a Lewisia longipetala) a rozestálky (Calandrinia) jsou pěstovány jako velmi ozdobné skalničky. Občas se také pěstují jako hajní stínomilné rostliny některé druhy batolek. V Průhonickém parku se lze např. běžně setkat s batolkou ptačincolistou (Claytonia sibirica, syn. C. alsinoides), která zde roste také zplanělá.

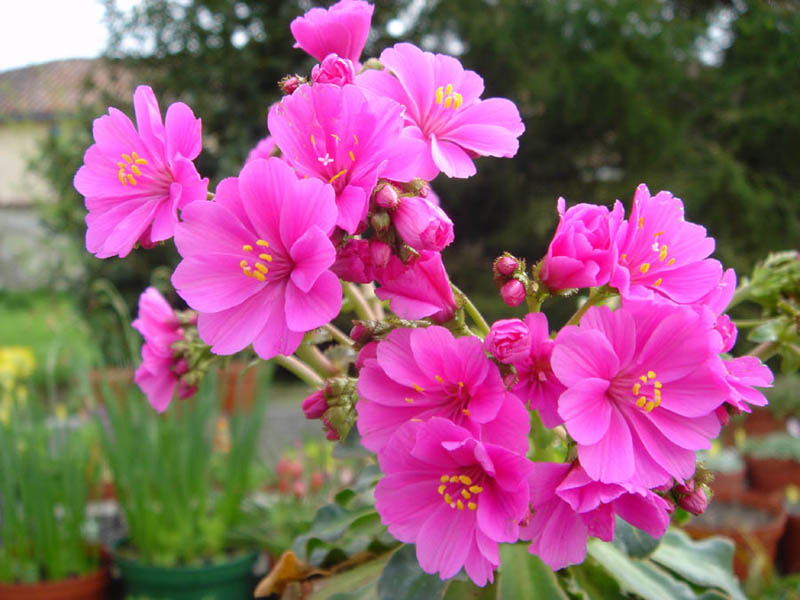
Levisie květnatá (Lewisia cotyledon)
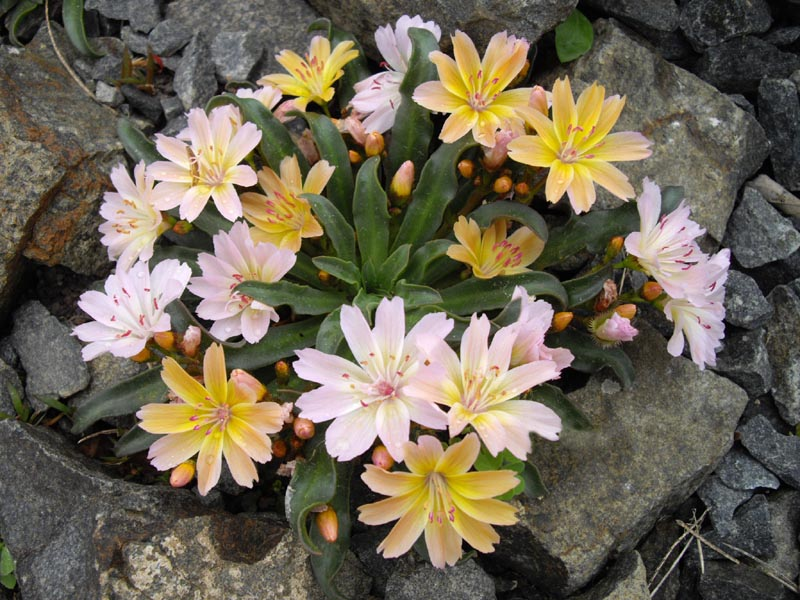
Lewisia longipetala 'Little Peach'
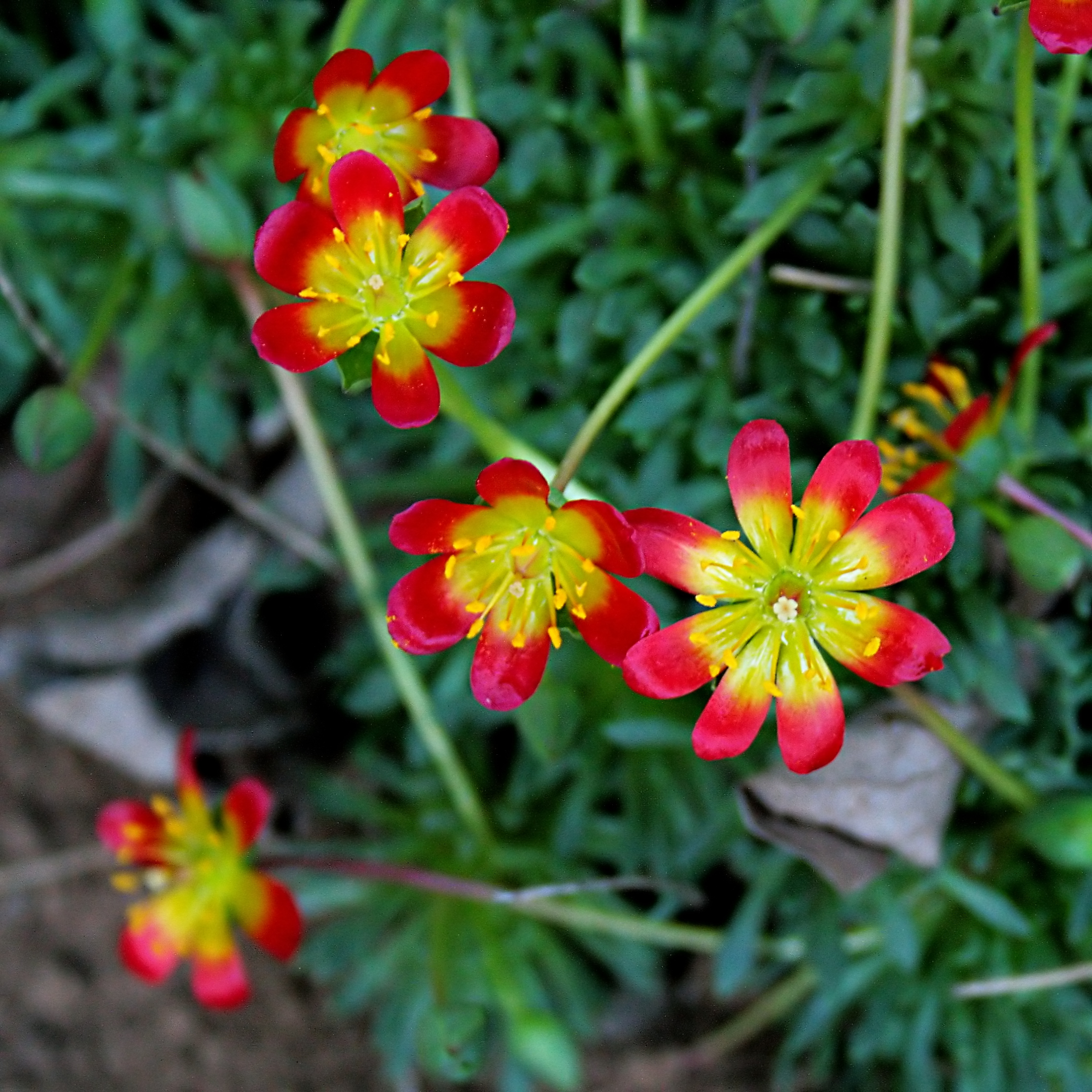
Rozestálka Calandrinia caespitosa
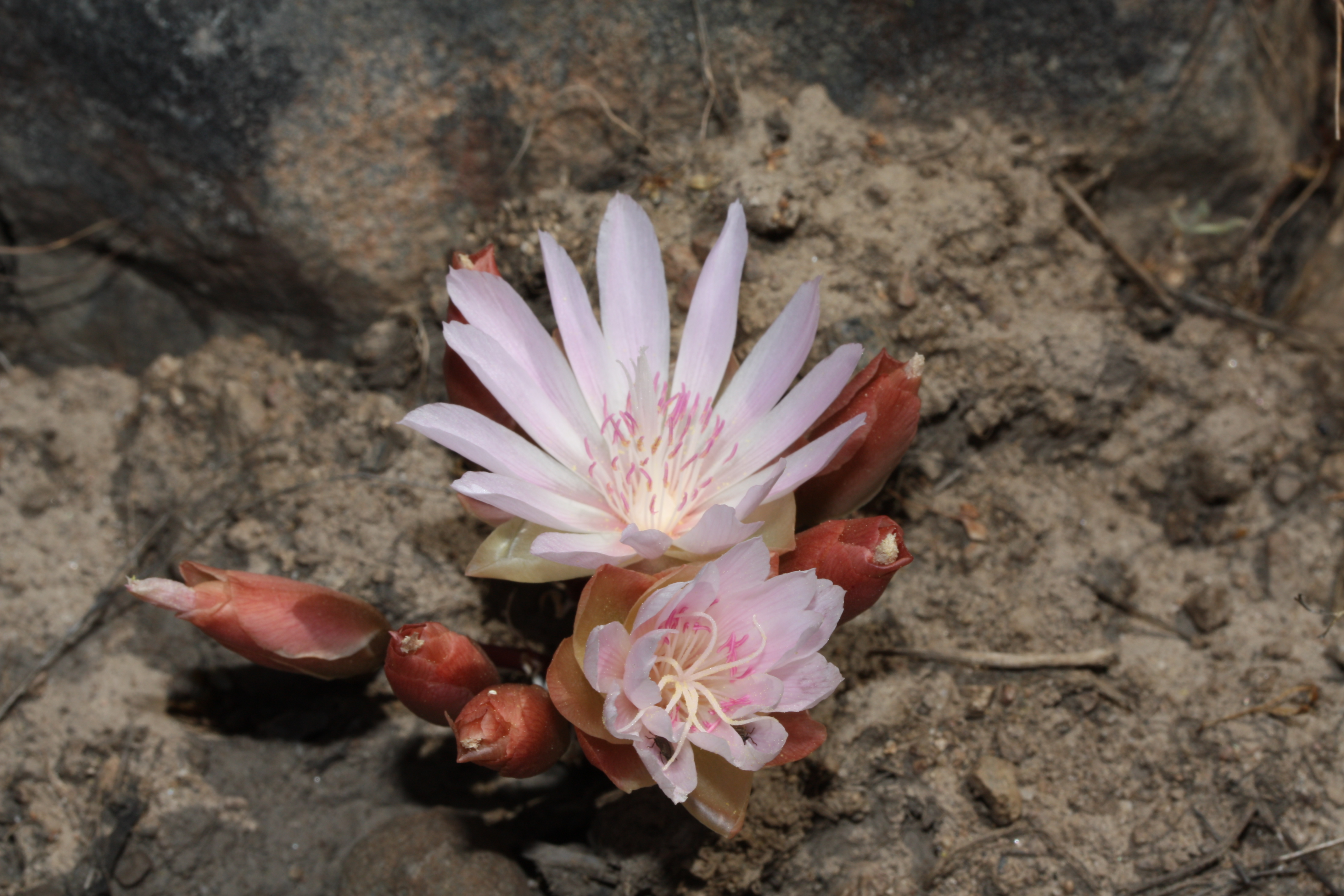
Levisie Lewisia rediviva
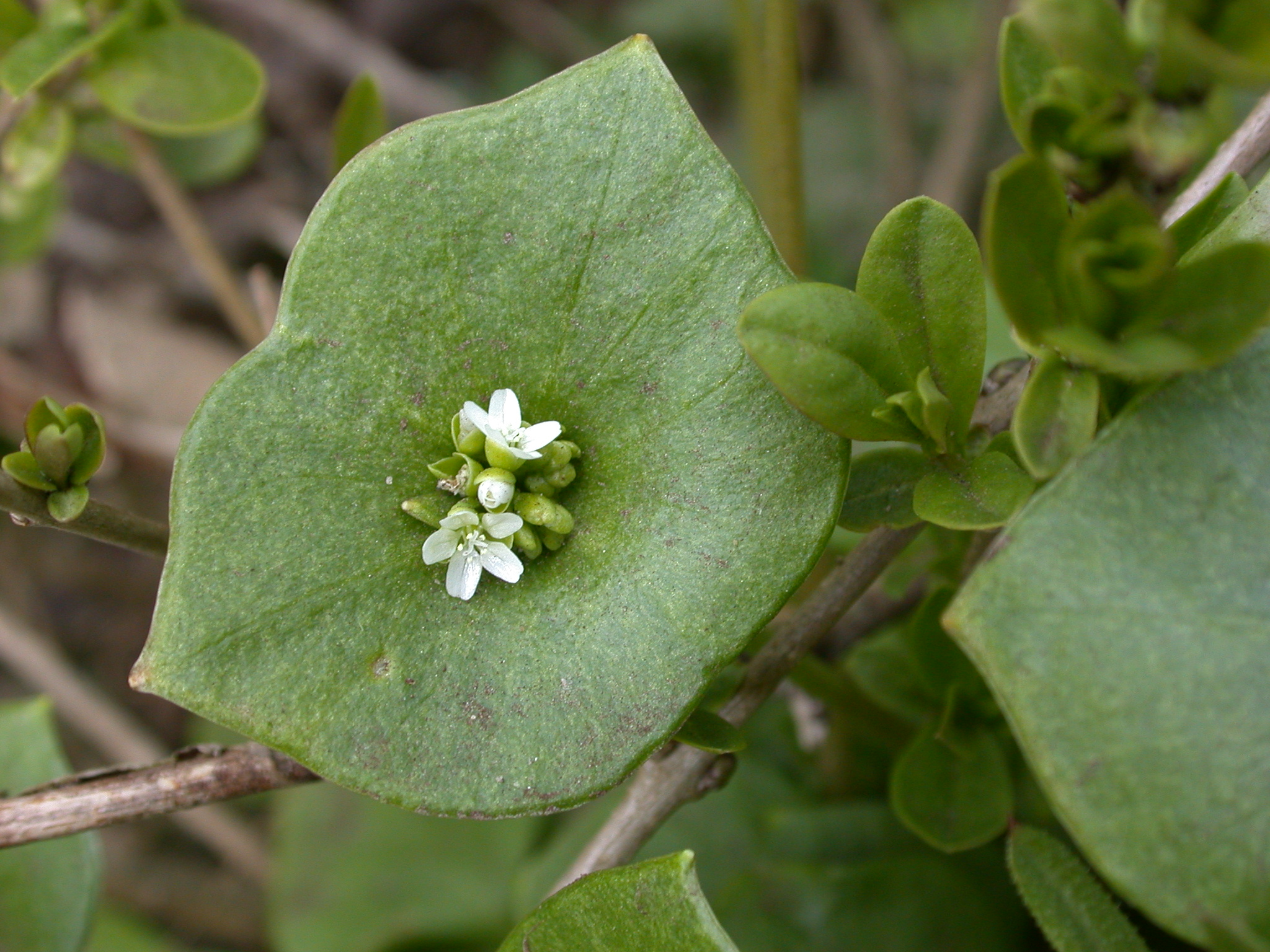
Batolka prorostlá (Claytonia perfoliata)

## Zástupci
- batolka (Claytonia)
- levisie (Lewisia)
- rozestálka (Calandrinia)
- zdrojovka (Montia)

## Přehled rodů
Calandrinia (včetně rodu Monocosmia), Calyptridium (vč. Spraguea), Cistanthe, Claytonia (vč. Limnia), Hectorella, Lenzia, Lewisia (vč. Erocallis, Oreobroma), Lewisiopsis, Lyallia, Montia (vč. Claytoniella, Crunocallis, Limnalsine, Maxia, Mona, Montiastrum, Naiocrene, Neopaxia), Montiopsis (vč. Calandriniopsis), Parakeelya, Phemeranthus, Philippiamra (vč. Diazia a Silvaea), Schreiteria